# Ipomoea thurberi
Ipomoea thurberi är en vindeväxtart som beskrevs av Asa Gray. Ipomoea thurberi ingår i släktet praktvindor, och familjen vindeväxter. Inga underarter finns listade i Catalogue of Life.